# فروشگاه مک اپ
فروشگاه مک اپ (به انگلیسی: mac App store) سکوی توزیعی رقمی برای برنامه‌های کاربردی برای سیستم‌عامل مک‌اواس‌اکس است. این برنامه توسط شرکت اپل توسعه داده می‌شود. این سکو در ۲۰ اکتبر ۲۰۱۰ در رخداد بازگشت به مک معرفی شد. اپل کار پذیرش نرم‌افزار برای این فروشگاه رقمی را از ۳ نوامبر ۲۰۱۰ و پیش از آغاز به کار رسمی× شروع کرد.
از ششم ژانویه ۲۰۱۰ (۱۶ دی‌ماه ۱۳۸۸) اپل، این فروشگاه را به عنوان بخشی از روزآمدی ۱۰٫۶٫۶ برای سیستم‌عامل مک‌اوس‌اکس برای کابران فعلی اسنو لئوپارد ارائه نمود در ۲۴ ساعت اولیه گشایش این فروشگاه، اپل از آمار بیش از یک میلیون دانلود برنامه از این فروشگاه خبر داد
آخرین بزوزرسانی فروشگاه در ۴ ژوئن ۲۰۱۸ کنفرانس جهانی توسعه‌دهندگان اپل بوده‌است و همان نسخه روی مک او اس ۱۰٫۱۴ و ۱۰٫۱۵ و ۱۱٫۰ بوده‌است

## مدیریت
همانند فروشگاه اپ، فروشگاه مک اپ نیز توسط اپل مدیریت می‌شود. برنامه‌ها ابتدا توسط اپل، و پیش از ارائه در فروشگاه، بررسی شده و باید تاییده‌ای را دریافت نمایند. نرم‌افزارهایی که قابل بارگذاری در این فروشگاه نیستند که دارای یکی یا چند مشکل زیر باشند:
- نرم‌افزارهایی که ذات ویژگی‌های اساسی واسط کاربری یا سیستم‌عامل مک را تغییر دهد.
- نرم‌افزار که نتواند با خطوط اصلی رابط کاربری اپل مکینتاش همخوانی نداشته باشد.
- نرم‌افزاری که با محصولات فعلی اپل مانند فروشگاه مک اپ، فایندر، آیتونز، آچت و مانند این‌ها، از لحاظ ظاهری مشابهت داشته باشد.
- نرم‌افزاری که با محصولات دیگر ارائه شده در فروشگاه مک اپ مشابهت داشته باشد. برای مثال با: کورل‌درا و آدوبی ایسلتریتور، فوتوشاپ لایتروم و مانند اینها.
- نرم‌افزاری که شامل محتوی پورنوگرافی باشد
- نرم‌افزاری که اجزای اشتراکی را برای هسته، مرورگر، کویک‌تایم و مانند اینها نصب نماید.
- نرم‌افزاری که با نسخهٔ فعلی سیستم‌عامل ارائه شده همخوانی نداشته باشد.
- نرم‌افزارهای نسخهٔ اولیه، پیش‌نمایشی، یا آزمایشی.
- نرم‌افزاری که شامل ارجاع مستقیم به نام تجاری خاصی باشد، مگر اینکه نویسنده توضیحی برای این کار داشته باشد.
- نرم‌افزارهای متن باز که تحت اجازه‌نامه عمومی همگانی گنو هستند (زیرا قوانین فروشگاه اپل دارای محدودیت‌های عدم سازگاری با جی‌پی‌ال است)[۸][۹]
- برنامه‌هایی که از کتابخانه‌هایی که به شکل درخواستی یا از کار افتاده (دیگر استفاده نمی شوند و از توسعه توسط اپل کنار گذاشته‌شده‌اند) استفاده نماید. برای مثال:
  - جاوا (این برنامه از سوی اپل به دلیل عدم شرکت اپل در کد منبع زبان جاوا از سوی اپل کنار گذاشته شده‌است)
  - برنامه‌هایی که به رزتا نیاز دارند که در پاور پی‌سی استفاده می‌شدند.

## کاربرد برای اپل
از زمان گشایش این فروشگاه، اپل از آن به عنوان پایگاه اصلی برای توزیع برنامه‌های ساخت خودش استفاده می‌نماید. این موقعیت از زمان عرضه سیستم‌عامل شیر افزایش چشمگیری داشته، به صورتی که خود این سیستم‌عامل نیز در این فروشگاه برای اولین بار عرضه شد و از فروش آن به صورت دی‌وی‌دی خودداری شد. فروش به روش دی‌وی‌دی یک روش مرسوم و قدیمی از روس شرکت اپل بود که از زمان گشایش این فروشگاه کنار گذاشته شده و دیگر به کار گرفته نخواهد شد.
این روش محدودیت‌هایی را بر عرضه این سیستم عامل برای افرادی که هم‌اکنون نگارش مک اواس اکس ۱۰٫۶٫۶ به بالا را داشتند ایجاد نمود. اگرچه اپا به افرادی که از فروشگاه‌های شهری این شرکت درخواست این سیستم‌عامل را بنمایند، یک فلش یواس‌بی محتوی سیستم‌عامل را می‌فروخت.
عرضهٔ اینترنتی، باعث تغییراتی در سایت اصلی این شرکت نیز شد و بخش‌های گالری دانلود را حذف و به این فروشگاه منتقل نمود. اگرچه بخش دانلود پشتیبانی نیز همچنان آنلاین باقی‌ماند و روزآمدهای امنیتی این شرکت را ارائه می‌نماید که قدمت برخی این روزآمدی‌ها برای نرم‌افزارهایی است که از سال ۱۹۹۸ به بعد است.

## برنامه‌های جعلی
زمان زیادی از عرضه بازی لاگورا از سوی شرکت ولفیر گیمز در فروشگاه مک اپ با قیمت ۹٫۹۹ دلار، نگذشته بود که نسخهٔ جعلی این بازی به صورت نرم‌افزاری در این فروشگاه به قیمت ۰٫۹۹ دلار فروخته می‌شد. توسعه‌گران این بازی در تاریخ ۳۱ ژانویه ۱۰ فوریه ۲۰۱۱ با شرکت اپل تماس گرفته و این شرکت را از این کار آگاه ساختند. در نهایت این نسخه از بازی از فروشگاه مک اپل حذف شد.

## نقدها
فروشگاه مک اپ با بیش از ۱۰۰۰ برنامه در ۶ ژانویه ۲۰۱۱ آغاز به کار کرد. بخشی از این برنامه‌ها، محصولات اپل شامل آی‌ورک ۰۹، آی‌لایف ۱۱، اپرتور و برنامه‌هایی که مخصوص سیستم‌عامل آی‌اواس بود و برای این سیستم باز-نشر داده‌شده بود، می‌شد. از میان برنامه‌هایی که مخصوص آی‌اواس بود می‌توان به انگری بردز، کنترل پرواز، تویتر بود.
بیشتر برنامه‌هایی به دسته بازی و سرگرمی مربوط می‌شدند، که ۲ برابر بزرگترین دسته بعدی، یعنی برنامه‌های کاربردی بود. قیمت رایج برای این برنامه‌ها بین ۲۰ تا ۵۰ دلار است.
انگری بردز که محبوب‌ترین برنامه آی‌اواس در فروشگاه آی‌اواس بود، در فروشگاه مک اپ نیز به برترین برنامه پولی تبدیل شد.